# Atles lingüístic
Un atles lingüístic és un atles cartogràfic que representa fenòmens lingüístics.

## Tipus
En la majoria de casos l'atles lingüístic consisteix en un recull (sovint en diversos volums) de tota una sèrie de mapes, cadascun amb una temàtica precisa (com per exemple el cos), que faciliten la transcripció fonètica de les paraules estudiades. Així es poden analitzar,, per una banda la variació fonètica, i per l'altra, la variació lèxica. Alguns atles lingüístics ja contenen traçats d'isoglosses, mentre que alguns altres només presenten les dades brutes. De vegades poden contenir etnotextos i il·lustracions, ja que l'atles també té una perspectiva etnogràfica (més o menys acusada segons cada un). Sovint aquests atles lingüístics són coneguts per les sigles oficials que acostumen d'acompanyar el títol; per exemple: ALDC, ALF, ALPI. Aquesta mena d'altes lingüístic constitueix una de les eines fonamentals per als estudis de dialectologia.
L'altre tipus d'atles lingüístic és l'atles lingüístic d'orientació etnogràfica, centrat a representar la distribució territorial de les llengües, en comptes de llurs característiques internes. Vegeu més avall, Atles lingüístics universals.

## Metodologia de l'enquesta lingüística o dialectal
- Mètode d'interrogació. Principalment el sistema indirecte descriptiu: «-Com en dieu vosaltres ací, a Tal Lloc, d'una espècie de sac d'espart o de llata que té tapadora damunt i que té forma de llima i que servix per a posar les olives en el bancal al collir—les, o per a dur-les a l'almàrsera? -Ah! Això és un tagzim!» (respondrà l'informador) ; «-Com en dieu vosaltres ací, a Tal Lloc, d'un pardalet que té la cueta molt llarga i que va pels sembrats i pels bancals fent botets darrere dels tractors, prenent llavoretes i cuquets? -Això és una pastorella!» (respondrà el camperol). També, en cas de dubte molt gros o de confusió màxima, se sol recórrer a una munió de fotografies, gràfics, dibuixos i guies de camp dels ocells, insectes i plantes que l'enquestador porta damunt, com també algun petit objecte, com ara un baldelló d'armari o una volva de card dins una capseta. A voltes, com a darrer recurs, l'extorsió pot ser també molt útil, és a dir, suggerir a l'informador un nom semblant per tal d'extraure la denominació local que ell no recorda: «-No us sona a vós un arbre que es diu l'*abusser -Ah, això! Un alborser es diu eixe arbre! No me'n recordava». Esporàdicament, l'ús de l'altra llengua més o menys vehicular pot ser un complement molt ràpid per a conceptes ben coneguts: «-Com es diu en català hojalatero? -I bé, llanterner diem ací. - I un albañil? Ah, un manobre».
- Mètode geogràfic
- Mètode cultural
- Mètode filològic
- Mètode estructural

## Història dels atles lingüístics
El precursor dels atles lingüístics actuals va ser l'Atlas Linguistique de la France (ALF), elaborat per Jules Gilliéron i Edmond Edmont entre 1897 i 1900 i publicat en 1902-1910. Aquest exemple impulsà, d'una banda, l'ALCat, i, de l'altra, l'AIS. L'experiència d'aquest darrer suscità l'ALPI.
Durant la primera meitat del segle s'endegaren nombrosos atles lingüístics regionals. En el domini lingüístic espanyol això s'engegaria a partir dels anys seixanta sota la direcció de Manuel Alvar (Andalusia, Castella i Lleó, projecte d'Hispanoamèrica).

## Atles lingüístics per dominis lingüístics i per àmbits geogràfics
La gran majoria dels atles lingüístics delimiten un territori i en cartografien els trets lingüístics: fonètica, lèxic, sintaxi... El territori cobert pot ser, d'una banda, un domini lingüístic concret (atles de domini lingüístic, per exemple, el català) o una part seva (atles regional, per exemple, les terres de l'Ebre); o bé, d'altra banda, allò que s'anomena tècnicament un "gran domini" (atles de gran domini), és a dir, un Estat o una altra mena d'àmbit geogràfic discernible (per exemple, la regió alpina o els Balcans). Són atles de recerca, generalment associats a la dialectologia i a la lingüística general. Per això mateix hom procura de cobrir diverses llengües, o, si l'atles se centra en una, cobrir sectors fronteres de llengües veïnes.

### Els atles lingüístics del català
- Atlas Lingüístic de Catalunya (ALCat) d'Antoni Griera i Gaja (1923-1929).
- Atlas Lingüístic d'Andorra (ALAnd) d'Antoni Griera i Gaja (1960).
- Atlas Linguistique des Pyrénées Orientales (ALPO) d'Enric Guiter (1966).
- Atles Lingüístic de la Comunitat Valenciana sota la direcció de Jordi Colomina i Castanyer.
- Atles lingüístic de la Diòcesi de Tortosa de Lluís Gimeno Betí (1997).
- Atles Lingüístic del Domini Català (ALDC) sota la direcció de Joan Veny i Clar i Lídia Pons i Griera editat a partir del 2001.

### Els atles lingüístics de l'occità
- Atlas Linguistique du Massif Central (ALMC) de
- Atlas Linguistique de la Gascogne (ALG) de Jean Séguy, (1971).
- Atlas Linguistique du Languedoc Occidental (ALLOc) de Xavier Ravier (1978-1986).
- Atlas Linguistique du Languedoc Oriental (ALLOr) de Jacques Boisgontier, (1981-1986).
- Atlas Linguistique de Provence (ALP) de Jean-Claude Bouvier, (1975-1986).
- Petit atlas linguistique discursif du Gévaudan de Carles Camprós, (cap a 1976)
- Atlas Linguistique du Biterrois de Cristià Camps, (1985).

### Els atles lingüístics de la Península Ibèrica
- Atlas lingüístico de la Península Ibérica (ALPI), dirigit per Tomás Navarro Tomás; en paper només n'ha aparegut el primer volum (1962), però a partir de 2016 és accessible íntegrament en línia.

### Els atles lingüístics de l'Estat francès
- Atlas linguistique de la France (ALF), de Jules Gilliéron (1902-1910).
- Atlas linguistique de la France par régions (ALFR), en curs de publicació (d'ençà 1980).

### Els atles lingüístics de l'Estat italià i Suïssa
- Sprach- und Sachatlas Italiens und der Südschweiz de Karl Jaberg i Jakob Jud, publicat entre 1928 i 1940. Sovint conegut com a Atlante italo-svizzero (AIS).
- Atlas des Dolomitenladinischen und angrenzender Dialekte (ALD-I) sota la direcció de Hans Goebl, catedràtic del Departament de Romanística de la Universitat de Salzburg; publicat l'any 1998 en format paper (4 volums de mapes i 3 volums d'indexs), l'any 1999/2000 en format CD-ROM i l'any 2005 en format DVD.
- Atlante linguistico italiano (ALI), en curs de publicació (d'ençà 1995).

### Els atles lingüístics a Alemanya
- Deutscher Sprachatlas de Georg Wenker i Ferdinand Wrede, publicat entre 1926 i 1956.

## Atles lingüístics universals
Els atles lingüístics universals cartografien els dominis lingüístics (la distribució territorial) de les llengües del món, sense examinar-ne les característiques internes. Són obres alhora de recerca i de divulgació.
Hi ha una llarga tradició de mapes lingüístics solts per llengües, estats (per exemple, Àustria-Hongria), grans regions subcontinentals (per exemple, Europa central), continents, etc. Emperò, el primer atles lingüístic universal pròpiament dit fou el monumental Atlas nàrodov mira ('Atles dels pobles del món'), de l'Acadèmia de Ciències de l'URSS (1964), dirigit per S. I. Bruk i V. S. Apéntxenko. El segon ha estat l'Atlas of the world's languages ('Atles de les llengües del món'), de Routledge (1994; 2a ed., rev., 2007), dirigit per R. E. Asher i Christopher Moseley.

## Altres classificacions
En la tradició soviètica hom distingia entre atles lingüístic, centrat en la distribució territorial de les llengües, i atles dialectal, centrat en l'anàlisi dialectològica o comparativa (d'una sola llengua o de diverses).